# Mississinawa Township
Mississinawa Township ist eines von 20 Townships des Darke Countys im US-Bundesstaat Ohio. Nach der Volkszählung im Jahr 2000 waren hier 779 Einwohner registriert.

## Geografie
Mississinawa Township liegt im äußersten Nordwesten des Darke Countys im Westen von Ohio, grenzt im Westen an Indiana und im Uhrzeigersinn an die Townships: Gibson Township im Mercer County, Allen Township, Jackson Township, Jackson Township im Randolph County (Indiana) und Madison Township im Jay County (Indiana).

## Verwaltung
Das Township wird durch ein Board of Trustees, bestehend aus drei gewählten Mitgliedern, verwaltet. Zwei Personen werden jeweils im Jahr nach der Präsidentschaftswahl gewählt und eine jeweils im Jahr davor. Die Amtszeit dauert in der Regel vier Jahre und beginnt jeweils am 1. Januar. Daneben gibt es noch einen Township Clerk (zuständig für Finanzen und Budget), der ebenfalls im Jahr vor der Präsidentschaftswahl auf eine vierjährige Amtszeit gewählt wird. Dessen Amtszeit beginnt jeweils am 1. April.

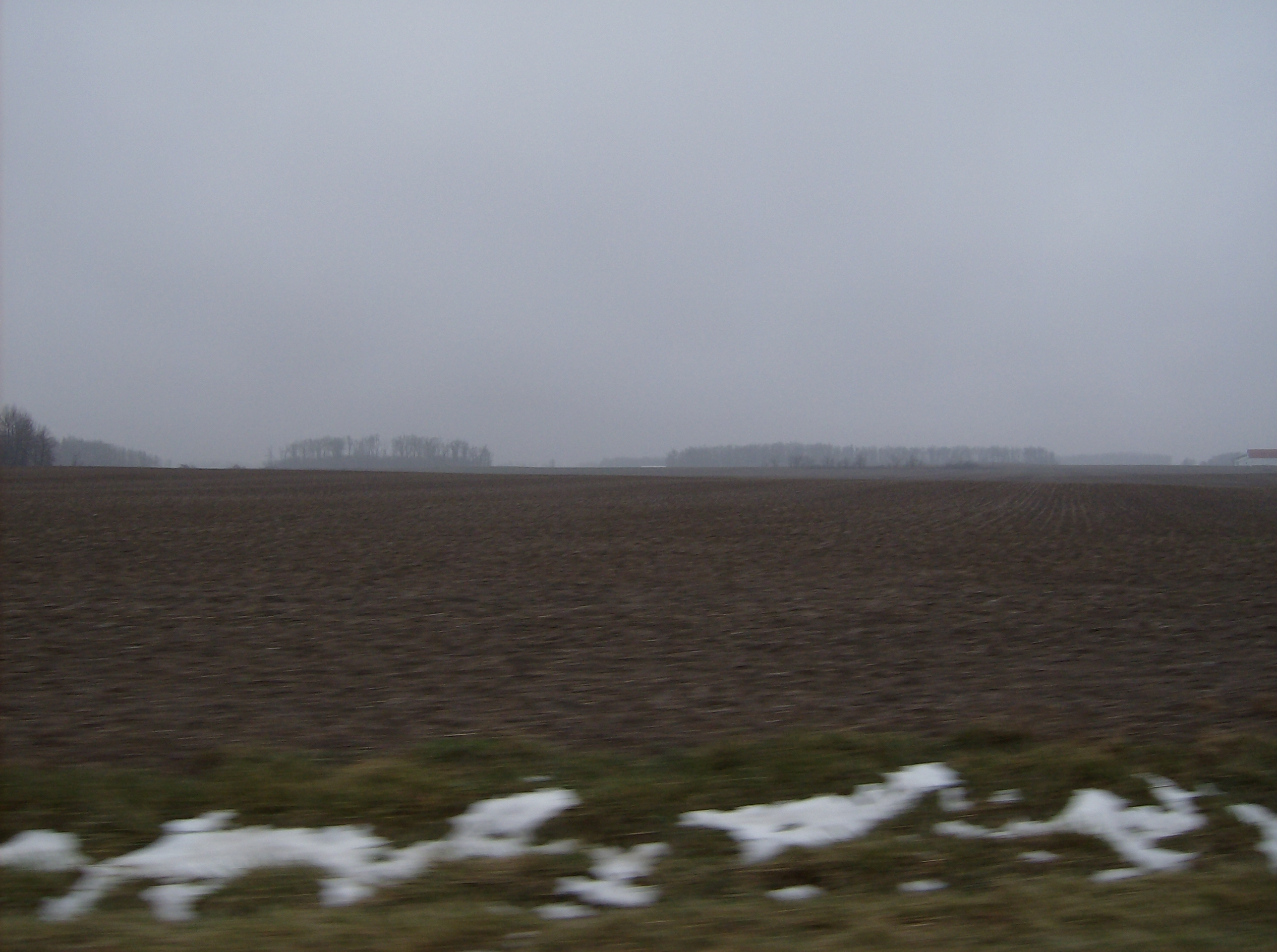
Typische Landschaft im Mississinawa Township entlang der State Route 49